# テンジクネズミ形類
テンジクネズミ形類またはテンジクネズミ型類（テンジクネズミがたるい・テンジクネズミけいるい、Caviomorpha）は齧歯目ヤマアラシ形亜目の一系統群。新世界のヤマアラシ顎類の全てが含まれる。化石記録と分子系統解析の両方から支持されるクレードである。かつては齧歯目からは独立した分類群とされていたが、現在は齧歯目の一系統群であるとコンセンサスが得られている。絶滅したオオフチア科や現生のチンチラネズミ、フチア、モルモット、カピバラ、ビスカーチャ、ツコツコ、アグーチ、パカ、パラカナ、アメリカトゲネズミ、アメリカヤマアラシ、デグーなどが含まれる。

## 起源

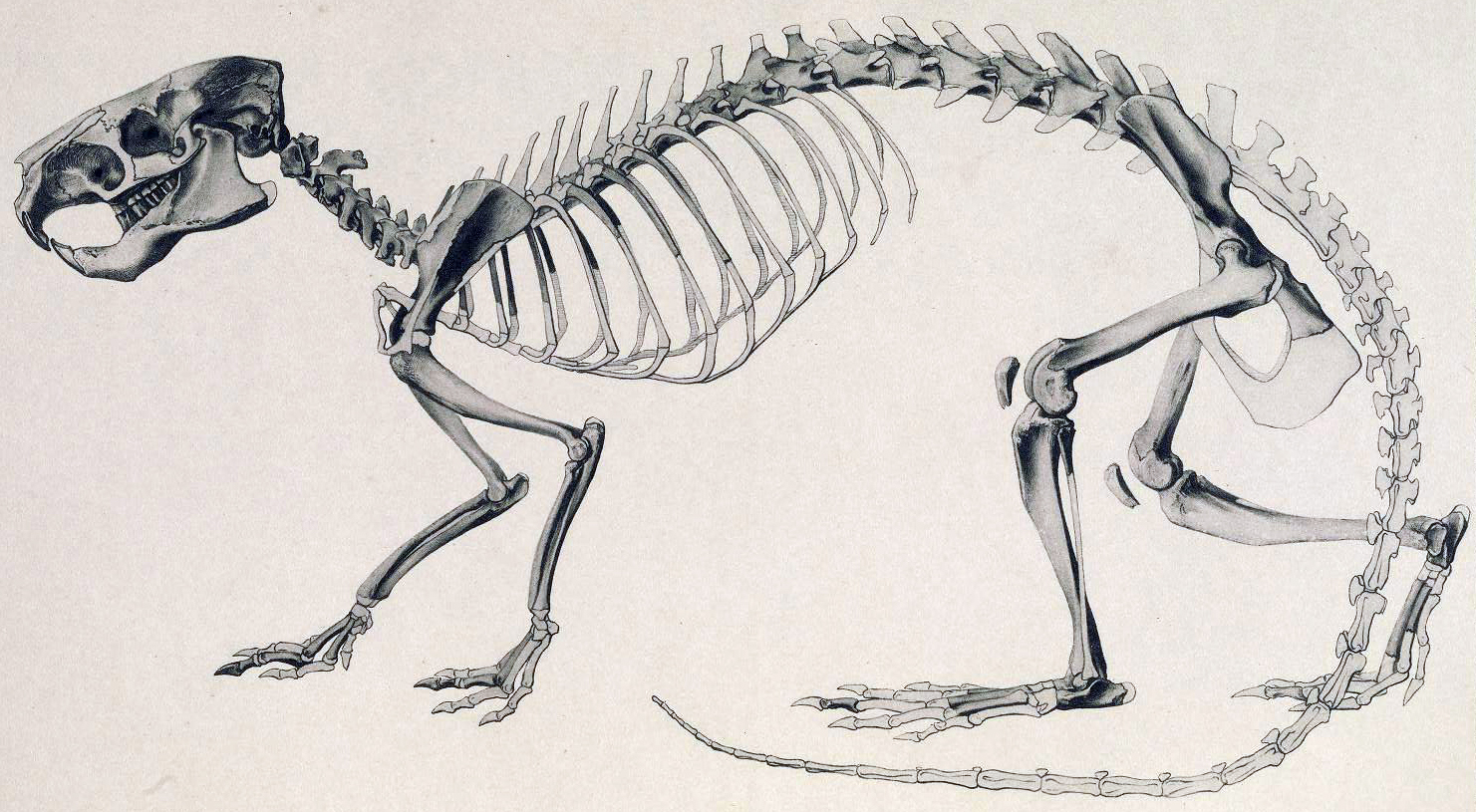
Neoreomys

南アメリカ最初の齧歯類の化石は、Cachiyacuy contamanensis、C. kummeli、Canaanimys maquiensis3つの分類群が知られる。またEobranisamys sp. (Dasyproctidae) と Eospina sp.の歯の化石が見つかっており、これは始新世と漸新世のSanta Rosa 動物相でも見つかっている。漸新世後期までに、全ての上科とほとんどの科の化石記録が現れる。
この時は既に南アメリカ大陸は全ての大陸から孤立していたが、孤立した南アメリカ大陸にどのように齧歯類が到達したかについては様々な説が提唱されてきた、ほとんどの説で、齧歯類の小さなグループが、マングローブまたは流木の上に乗り、海域を横切って移動したことが想定されている。
最も一般的な説では、テンジクネズミ形類全ての祖先が、当時は現在よりも狭かった大西洋を渡りアフリカからやってきたとされる。これは分子系統解析からも裏付けられており、フィオミス形類（Phiomorpha）（厳密にはデバネズミ科（Bathyergidae）、アフリカイワネズミ科（Petromuridae）、ヨシネズミ科（Thryonomyidae））はテンジクネズミ形類の姉妹群とされる。実際、ラオスイワネズミが発見されるまで、現生のヤマアラシ顎下目の科は南アメリカとアフリカまたはアフリカを含む分布範囲（ヤマアラシ科）に限定されている。新世界ザルも同じ時期にアフリカから南アメリアに渡ったと考えられる。
テンジクネズミ形類は漸新世初期にカリブ海諸島のバハマや大アンティル島に分布を広げた 。
これはまた別の渡航拡散と考えられるが、陸橋の形成によるとする説もある。

## 多様性
テンジクネズミ形類は南アメリカに到達後に爆発的に多様化した。アメリカ有袋類など齧歯類に似たニッチにいる他の種に生存競争で勝っていった。主として植物食という特徴は保持したまま、サイズはラット大のアメリカトゲネズミ（Echimyidae）からバイソン大のPhoberomysまで多様した。
生態型としては、ツコツコなどの穴を掘るホリネズミのような型、アメリカヤマアラシや一部のアメリカトゲネズミなどの樹上型、マーラなどの走行型、カピバラやヌートリアなどの水生型がある。 生息地は、草原 (マーラ)、高山 (チンチラとチンチラネズミ)、森端 (オマキヤマアラシ)、密な熱帯林 (パカとアクシ) などである。
多くのテンジクネズミ形類の種はアメリカ大陸間大交差以降に中央アメリカに渡ったが、メキシコ北部以北に自然定着できたのはカナダヤマアラシのみである。（他、絶滅したカピバラ Neochoerus pinckneyi もこの「偉業」を成し遂げた)。 ヌートリアは北米に導入された外来種であることが証明されている。

## 科
科の和名は川田ほか (2018) による。
- テンジクネズミ形類 Caviomorpha
  - †Luribayomys - incertae sedis
  - アメリカヤマアラシ上科 Erethizontoidea
    - アメリカヤマアラシ科 Erethizontidae

  - テンジクネズミ上科 Cavioidea
    - †Guiomys属
    - †Scotamys属
    - アグーチ科 Dasyproctidae – アグーチ、アクシ
    - パカ科 Cuniculidae – パカ
    - †Eocardiidae科
    - テンジクネズミ科 Caviidae - テンジクネズミ, カピバラ, マーラ
    - ツコツコ科 Ctenomyidae - ツコツコ
    - パカラナ科 Dinomyidae – パカラナ
    - †Neoepiblemidae科

  - デグー上科 Octodontoidea
    - †Caviocricetus属 - incertae sedis
    - †Dicolpomys属 - incertae sedis
    - †Morenella属 - incertae sedis
    - †Plateomys属 - incertae sedis
    - †Tainotherium属 Turvey, Grady & Rye, 2006 - incertae sedis
    - デグー科 Octodontidae – デグーなど
    - アメリカトゲネズミ科 Echimyidae – アメリカトゲネズミ、フチア、ヌートリア

  - チンチラ上科 Chinchilloidea
    - †Borikenomys - incertae sedis
    - †Maquiamys - incertae sedis
    - †Tsaphanomys - incertae sedis
    - チンチラ科 Chinchillidae – チンチラ、ビスカーチャ
    - チンチラネズミ科 Abrocomidae – チンチラネズミ
    - †オオフチア科 Heptaxodontidae – オオフチア[13]

分子系統解析により分類にいくらかの変更が提案されていることに留意。パカラナ科（Dinomyidae）は現在はテンジクネズミ上科（Chinchilloidea）ではなくチンチラ上科（Chinchilloidea）に属すと考えられている。チンチラネズミ科（Abrocomidae）はデグー上科（Octodontoidea）に属す可能性がある。カピバラはテンジクネズミ科に含まれる。